# ケンプヒメウミガメ
ケンプヒメウミガメ（Lepidochelys kempii）は、爬虫綱カメ目ウミガメ科ヒメウミガメ属に分類されるカメ。

## 分布
メキシコ（メキシコ湾）
幼体はアメリカ合衆国東岸で見られることもある。本種最大の繁殖地としてはメキシコのタマウリパス州のランチョ・ヌエボ（Rancho Nuevo。北緯23度10分55秒 西経97度46分01秒 / 北緯23.182度 西経97.767度）があるが、一方でランチョヌエボを除いた大規模な繁殖地は確認されていない。

## 形態
甲長メス55-75センチメートル。体重30-50キログラム。背甲は扁平で、丸みを帯びる。肋甲板は左右に5枚ずつある。背甲の色彩は明黄褐色。

## 生態
海洋に生息する。
食性は動物食で、主に甲殻類を食べる。
繁殖形態は卵生。4-6月の風が強い昼間に集団で産卵（アリバダ）する。1回に80-140個の卵を産む。卵は約60日で孵化する。

## 人間との関係
漁業による混獲（特にエビ漁用の底引き網）、卵の乱獲などにより生息数は激減している。1947年におけるランチョヌエボの産卵巣の数は約50,000個と推測されているが、1968年における産卵巣は約5,000個、1980年代における産卵巣の数は約200個と減少している。ランチョヌエボは1966年に本種の卵の採集が禁止され、1977年には自然保護区に、2003年にラムサール条約登録地に指定されている。アメリカ合衆国やメキシコでは漁業用の網に規制を設けたり、本種が網に入らない装置を開発する試みが進められている。テキサス州パドレ島に卵を移動し回帰性を利用して繁殖地を復活させる試みが行われたことがあるが、成果を上げていない。